# Liste der Monuments historiques in Pontrieux
Die Liste der Monuments historiques in Pontrieux führt die Monuments historiques in der französischen Gemeinde Pontrieux auf.

## Liste der Bauwerke
| Bezeichnung | Beschreibung              | Standort                         | Kennzeichnung | Schutzstatus | Datum | Bild           |
| ----------- | ------------------------- | -------------------------------- | ------------- | ------------ | ----- | -------------- |
| Haus        | Erbaut im 16. Jahrhundert | Grande Place (Lage)              | PA00089540    | Inscrit      | 1926  | weitere Bilder |
| Haus        |                           | 17, rue Saint-Yves (Lage)        | PA00089543    | Inscrit      | 1965  | weitere Bilder |
| Zwei Häuser |                           | Place Yves-Le-Trocquer (Lage)    | PA00089542    | Inscrit      | 1964  | weitere Bilder |
| Fontaine    |                           | Place Yves-Le-Trocquer (Lage)    | PA00089539    | Inscrit      | 1964  | weitere Bilder |
| Haus        |                           | 7, place Yves-Le-Trocquer (Lage) | PA00089541    | Inscrit      | 1964  | weitere Bilder |

## Liste der Objekte

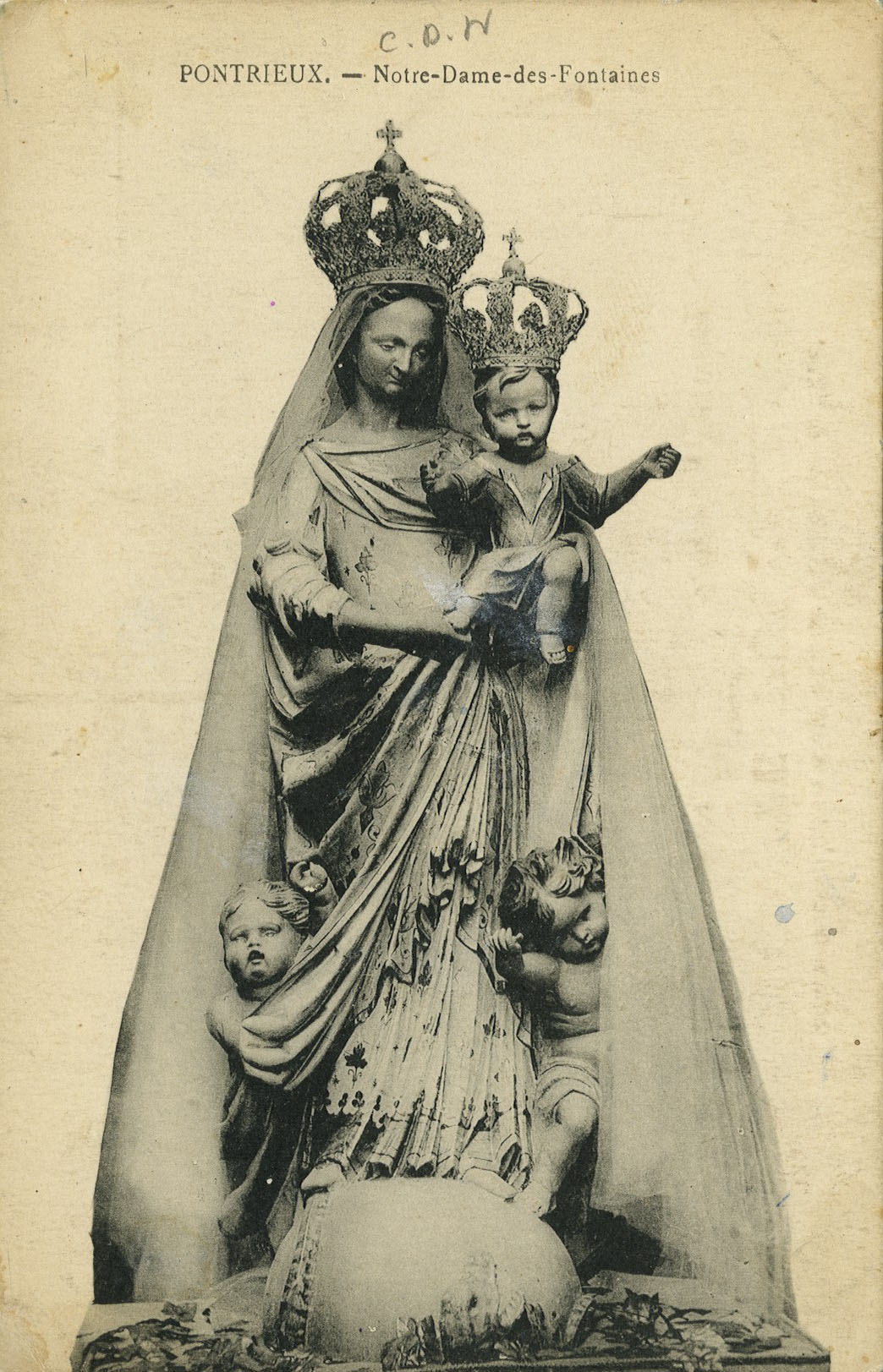
Skulptur Madonna und Kind (18. Jahrhundert) in der Kirche Notre-Dame-des-Fontaines

- Monuments historiques (Objekte) in Pontrieux in der Base Palissy des französischen Kultusministeriums